# West Point Route
La West Point Route était le nom donné à l'exploitation commune de l'Atlanta and West Point Railroad (AWP) et du Western Railway of Alabama (WA). Ce nom fait référence à la ville de West Point, Géorgie, où les 2 chemins de fer se retrouvaient.